# Exorista larvarum
Exorista larvarum är en tvåvingeart som först beskrevs av Carl von Linné 1758.  Exorista larvarum ingår i släktet Exorista och familjen parasitflugor. Arten är reproducerande i Sverige. Inga underarter finns listade i Catalogue of Life.

## Bildgalleri

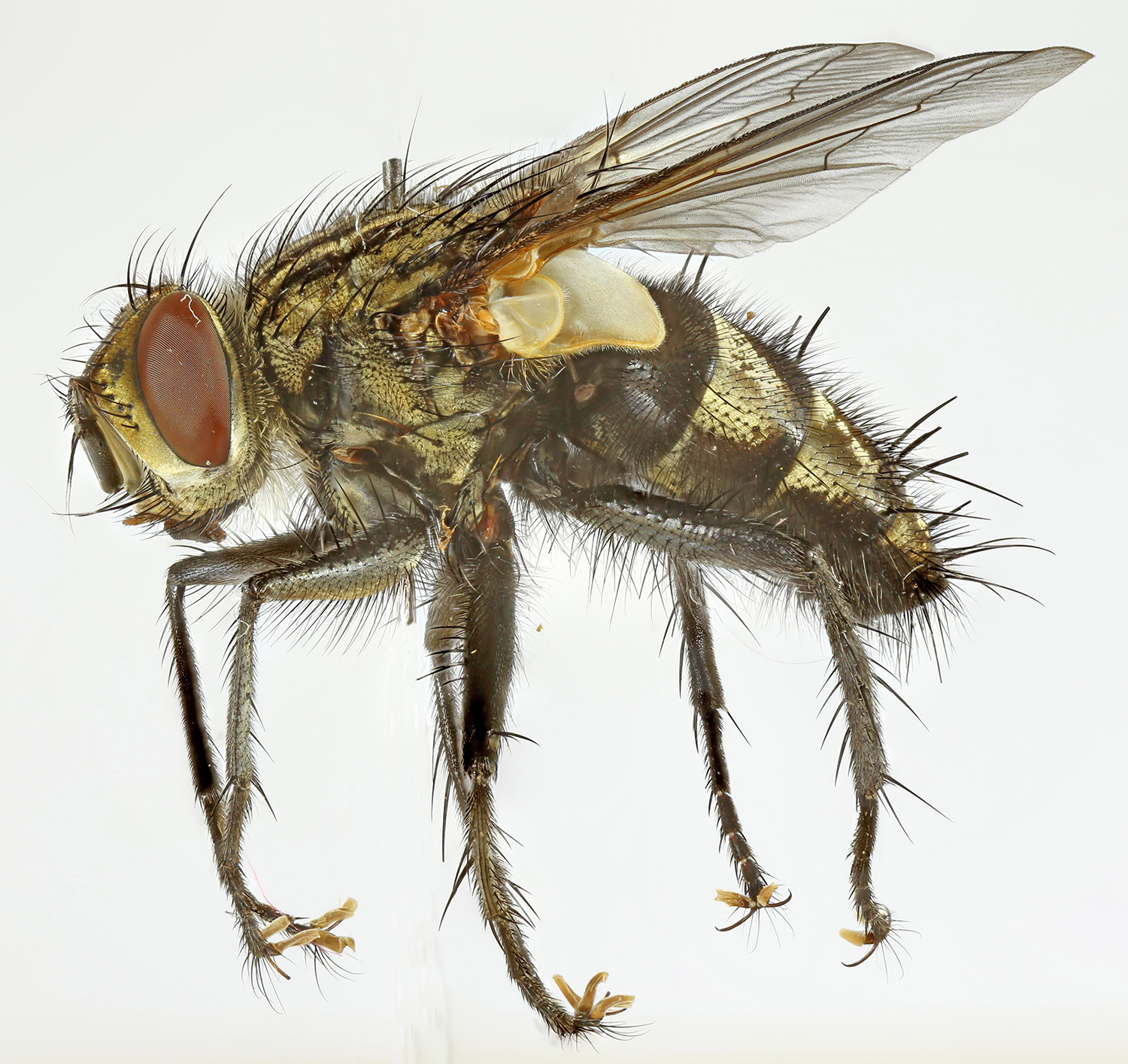
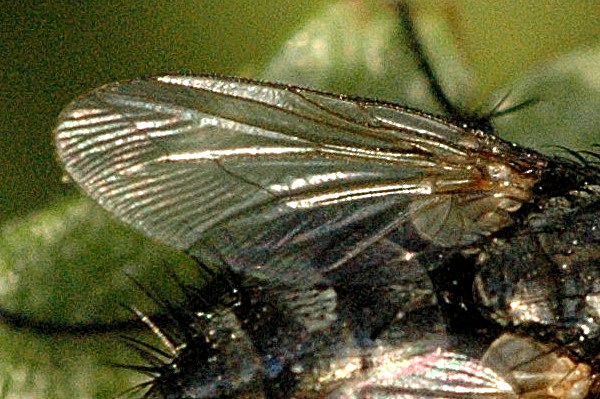